# Деревенский парень
«Деревенский парень» (англ. The Plowboy) — седьмой мультфильм с участием Микки Мауса от Уолта Диснея. Чёрно-белый фильм. Премьера в США — 28 июня 1929 года.

## Сюжет
Микки Маус (в роли деревенского парня) вместе с конём Горацием Хорсоколларом пашут землю и насвистывают деревенскую мелодию. В это время Минни Маус играя на гитаре и напевая песню вызывает Микки для того чтобы тот подоил корову Кларабель. Микки с радостью идёт. В звучании чудесной мелодии Микки насвистывает и доит корову. Микки целует Минни, но та злится и бьёт Микки ведром и уходит, корова начинает смеяться, и Микки показывает ей язык, та так же обиженно уходит. Микки возвращается к своему плугу, но тут-же над ним начинает насмехаться Гораций. Подлетает оса и кусает коня, тот обезумев от боли начинает бегать по ферме. В итоге конь врезается в дерево и ломает плуг. Микки расстраивается, но тут же делает новый плуг с помощью свиньи и начинает заново копать землю.

## Роли озвучивали
- Уолт Дисней — Микки Маус, Гораций Хорсоколлар
- Marjorie Ralston — Минни Маус